# Terza Divisione 1930-1931
La Terza Divisione 1930-1931 è stata il torneo regionale inferiore del campionato italiano di calcio, il più basso in assoluto.
Con il completamento del percorso di riforma iniziato con la Carta di Viareggio, il sovrastante settore interregionale affidato al Nord al DDIN venne liquidato, e la Terza Divisione divenne il campionato regionale inferiore esattamente come la Quarta Divisione precedente al 1926 e la Terza Categoria antecedente il 1922, e quindi come quei tornei perse ogni titolo di merito divenendo una manifestazione di prova per le squadre che non avevano le risorse o le strutture per accedere direttamente alla Seconda Divisione, cui da quest’anno ci si poteva iscrivere anche da neo affiliate. Corollario di questo ragionamento fu l’eliminazione delle seppur pleonastiche finali interregionali, trasferite appunto alla Seconda.
La gestione di questo campionato era affidata ai Direttori Regionali, che li organizzavano autonomamente, con la possibilità di ripartire le squadre su più gironi tenendo in alta considerazione le distanze chilometriche, le strade di principale comunicazione e i mezzi di trasporto dell'epoca.

Ai fini della mancata partecipazione a gare ufficiali (rinuncia rilevata sul campo dall'arbitro) le società partecipanti al campionato in caso di mancata o ritardata partecipazione erano giustificate solo se avessero portato una giustificazione scritta fatta dal capostazione ferroviario o dal conduttore tramviario e solo in questi casi la gara sarebbe stata rinviata "per causa di forza maggiore" perché in caso di incidenti automobilistici avrebbero perso la partita a tavolino (+ penalizzazione).
I Direttori Regionali, nell'organizzare i gironi di finale, in cui erano attribuiti anche i titoli regionali di campione di Terza Divisione, non erano più tenuti a rispettare la tempistica stabilita fino al 1929-30 dai Direttori Divisioni Inferiori, fornendo entro una certa data i nomi delle squadre destinate a disputare le finali per la promozione in Seconda Divisione, e perciò le finali sia per il titolo che per la promozione di solito coincidevano salvo dividere le società di Terza Divisione da quelle "Riserve" e "Allievi". All'epoca queste squadre erano classificate per ordine d'importanza, non per l'età dei giocatori che pure di fatto se non di diritto coincidevano: le Riserve la II squadra, gli Allievi la III e i Ragazzi la IV.
A questo campionato partecipavano anche le squadre "Riserve" (qui indicate con la lettera B) e "Allievi" (indicati con la lettera C) e dei "Ragazzi" (indicati con la lettera D) delle compagini disputanti i campionati di Serie A, di Serie B (anche se le Riserve di Divisione Nazionale giocavano invece in Seconda), di Prima Divisione e anche delle squadre di Seconda Divisione, a seconda della quantità delle squadre iscritte: solo in poche regioni, come ad esempio in Lombardia, quelli degli "Allievi" sono stati organizzati a parte e con dei limiti di età.
Queste squadre furono inserite in questo campionato per rimpolparlo, perché il progressivo aumento delle categorie e le promozioni avevano portato alla riduzione dei quadri regionali e alla forzata scelta di non organizzare gli specifici campionati regionali "riserve", "allievi" e "ragazzi" che per lo stesso motivo erano andati riducendosi. Per contro l'attività che attualmente chiamiamo "settore giovanile" fu dal 1927 di fatto spostata verso i campionati uliciani che meglio assolvevano al compito di redistribuire capillarmente l'attività giovanile in ambito cittadino e interprovinciale.

## Campionati
- Terza Divisione Abruzzo 1930-1931
- Terza Divisione Calabria 1930-1931
- Terza Divisione Campania 1930-1931
- Terza Divisione Emilia 1930-1931
- Terza Divisione Venezia Giulia 1930-1931
- Terza Divisione Lazio 1930-1931
- Terza Divisione Liguria 1930-1931
- Terza Divisione Lombardia 1930-1931
- Terza Divisione Marche 1930-1931
- Terza Divisione Piemonte 1930-1931
- Terza Divisione Puglia 1930-1931
- Terza Divisione Sicilia 1930-1931
- Terza Divisione Toscana 1930-1931
- Terza Divisione Umbria 1930-1931
- Terza Divisione Veneto 1930-1931

## Venezia Tridentina
Il Direttorio Regionale Tridentino, avente sede a Trento, fortemente condizionato dal periodo invernale, non organizzò i campionati di Seconda e Terza Divisione.

Delle società affiliate solo il Rovereto fu autorizzato a disputare il campionato veneto di Seconda Divisione. Le altre società, tra cui il neo iscritto Bolzano, parteciparono a manifestazioni sportive locali non pubblicate dai principali quotidiani sportivi nazionali.

## Lucania
Il campionato non è stato disputato perché le poche società iscritte sono aggregate ad un unico Direttorio Regionale abbinate a quelle calabresi.

## Sardegna
Il Direttorio Regionale Sardo, avente sede a Cagliari, non organizzò né il campionato di Seconda Divisione, né quello di Terza Divisione.

Delle società affiliate non militanti in campionati a livello nazionale, solo la Torres fu autorizzata a disputare il campionato laziale di Seconda Divisione.